# Timàlia de barbeta negra
La timàlia de barbeta negra (Cyanoderma pyrrhops) és un ocell de la família dels timàlids (Timaliidae).

## Hàbitat i distribució
Habita boscos, matolls, bambú i sotabosc de l'Himàlaia, al nord del Pakistan i de l'Índia, des de Caixmir cap a l'est fins Nepal.